# Бёйлаурвадлаватн
Бё́йлаурвадлаватн (исл. Baulárvallavatn) — озеро в Исландии, располагается на территории общины Хельгафетльсвейт в западной части региона Вестюрланд. Относится к бассейну реки Стреймфьярдарау.
Бёйлаурвадлаватн находится на высоте 193 м над уровнем моря. Площадь озера — 1,58 км², длина — 1,6 км, ширина — 1,4 км. Максимальная глубина — 47 м, средняя глубина — 17,7 м. Через протоку на западе сообщается с озером Хрёйнсфьярдарватн. На юго-востоке из озера вытекает водоток, соединяющей Бёйлаурвадлаватн с рекой Стреймфьярдарау.